# 酸化ネオジム(III)
酸化ネオジム(III)（さんかネオジム さん）は、Nd2O3の分子式で表される、ネオジムと酸素の化合物である。薄い灰色がかった青色を呈し、結晶構造は六方晶をしている。混合物のジジミウムは、その一部を酸化ネオジムが占めるが、古くは元素であると信じられていた。

## 用法
酸化ネオジムは、サングラスなどのガラス製品に添加したり、固体レーザーを作製したり、ガラスやエナメルを着色するために使われる。酸化ネオジムが添加されたガラスは、黄色・緑色に対する高吸光度のために、紫色を呈する。そのため、溶接に使うかぶり面のガラス部分にも使われる。更に、ある種の酸化ネオジム添加ガラスには、二色鏡のように使えるものもある。つまり当たる光によって多様に色を変化させるのである。全世界でおよそ7000トン/年の酸化ネオジムが生産されている。重合触媒としても利用される。

## 化学反応
酸化ネオジムは窒化ネオジムや水酸化ネオジムが空気中で燃焼すると生成される。